# City of London
City of London är Londons historiska centrum och är en egen stad inom regionen Storlondon, med speciella rättigheter som regionens övriga 32 kommuner (boroughs) inte åtnjuter. Som finansiellt centrum är det jämförbart med Wall Street i New York. Den ligger på Themsens norra flodbank, mellan Temple Bar i väster och Tower Hill i öster.

## Styre
City of London är en plutokrati, som än i dag utfärdar borgarbrev. Detta har en viss betydelse, då man måste vara borgare för att ha rätt att delta i stadens styre. Sedan 1996 har borgarbrev utfärdats även till icke brittiska medborgare. Stadens röstningsförfarande är omstritt. Detta eftersom även juridiska personer kan rösta. Om ett företag har färre än 10 men fler än 1 anställd har företaget en röst. Med 10 till 50 anställda får de en röst för var femte anställda, det vill säga maximalt 10. De företag som har fler än 50 anställda får en extra röst för var femtionde anställd, utöver de första femtio. En ägare till ett företag kan dessutom rösta i egenskap av boende.
City of Londons kommunledning heter The City of London Corporation och leds av The Right Honourable Lord Mayor of London (inte att sammanblanda med Storlondons borgmästare) tillsammans med de 25 "åldermän" som sitter i "fullmäktige", kallat The Court of Aldermen. Guildhall är byggnaden där kommunledningen möter, och Mansion House är Lord Mayor of Londons residens.

### Distrikt
Distrikt som helt eller delvis ligger i City of London:
- Aldgate
- Barbican
- Blackfriars
- Temple

### Polis
För allmän ordning och säkerhet ansvarar inte som i resten av Londons storstadsområde Metropolitanpolisen, utan däremot den egna City of London Police. Stora mängder kameror ingår i den så kallade "the ring of steel" (svenska: stålringen).

## Ekonomi
Genomsnittsinkomsten i City of London är mycket hög. Staden hade en bruttonationalprodukt på 97 miljarder pund (2024), vilket motsvarar omkring 4 % av Storbritanniens totala BNP.

## Befolkning
City of London hade sin största befolkning vid 1800-talets mitt; vid folkräkningen 1851 uppmättes 127 869 invånare. I takt med att nya områden i London och dess förorter byggdes sjönk invånarantalet markant, till 26 923 år 1901 och 5 234 år 1951. Befolkningsminskningen planade därefter ut under de följande årtiondena och vid folkräkningen 1991 hade City of London 4 142 invånare. Under 1990-talet började befolkningen växa, huvudsakligen tack vare en inflyttning av personer inom finansvärlden och juridiken. År 2001 var invånarantalet 7 185 och år 2011 låg det på 7 375.
Vid folkräkningen 2021 var invånarantalet 8 583, varav mer än hälften (4 594) var ensamstående, 4 032 var mellan 25 och 50 år gamla, 578 var barn under 15 år och 1 209 var över 65 år. Det totala antalet hushåll var 4 916, varav mer än tre fjärdedelar (3 793) saknade bil. Omkring hälften av befolkningen är född i Storbritannien (4 327), medan cirka 21 % är från andra europeiska länder, cirka 14 % är från Mellanöstern och Asien och cirka 8 % är från Nord- och Sydamerika.
City of London är Londons största finansdistrikt och i området arbetar omkring 678 000 personer år 2024, en ökning med 136 000 arbetstillfällen sedan 2019. Detta på en yta av enbart 2,9 kvadratkilometer.
I området finns fyra skolor, varav en offentlig. De flesta av eleverna kommer från andra delar av London.